# Архипенко Федір Федорович
Федір Федорович Архипенко (30 жовтня 1921 — 28 грудня 2012) — білоруський радянський військовий льотчик-винищувач, Герой Радянського Союзу (1945).

## Життєпис
Народився 30 жовтня 1921 року в селі Авсимовичі (нині Бобруйського району, Могильовської області Білорусі) у селянській родині. Білорус.
В 1938 році закінчив середню школу і аероклуб. У тому ж році призваний до РСЧА.
У 1940 закінчив Одеську військову авіаційну школу.
Брав участь у німецько-радянській війні з червня 1941 року. Помічник командира 129-го гвардійського винищувального полку (22-а гвардійська винищувальна авіаційна дивізія, 2-а повітряна армія, 1-й Український фронт) гвардії майор Архипенко до травня 1945 року здійснив 467 бойових вильотів, провів 102 повітряних бої, особисто збив 30 і у групі 14 літаків противника.
В 1951 році закінчив Військово-повітряну академію. З 1959 року полковник Ф.Архипенко у запасі.
В 1968 році закінчив Московський інженерно-економічний інститут. Жив у Москві, працював заступником управляючого трестом Мособлоргтехбуд.

## Звання та нагороди
27 червня 1945 року Ф. Ф. Архипенку присвоєно звання Героя Радянського Союзу.
Також був нагороджений іншими нагородами:
- орденом Леніна
- 3-ма орденами Червоного прапора
- Орденом Вітчизняної війни 1 ступеня
- Орденом Вітчизняної війни 2 ступеня
- медалями